# Teodolinda
Teodolinda (ur. ok. 570, zm. 628) – królowa Longobardów; córka Garibalda, księcia Bawarów, i Waldrady, potomkini króla Longobardów; regentka podczas młodości syna Adaloalda oraz współregentka, gdy dorósł.

## Życiorys

### Pierwsze małżeństwo
W 588 w Weronie poślubiła króla Longobardów Autarisa. Małżeństwo przyczyniło się do wzmocnienia Longobardów w opozycji do Franków i zbliżyło do Kościoła katolickiego. Wychowana w wierze chrześcijańskiej, Teodolinda przekonała do niej męża. Z niektórych źródeł wynika, że papież Grzegorz I miał powody by popierać to małżeństwo, by związać katolicką Bawarię z ariańskimi Longobardami.

### Drugie małżeństwo
Po śmierci Autarisa w 590 poślubiła jego następcę Agilulfa. Choć Agilulf pozostał arianinem, pozwolił, by ich syn został ochrzczony w kościele katolickim. Skłoniła męża do zawarcia pokoju z papieżem. Po jego śmierci (616) objęła regencje w imieniu niepełnoletniego syna Adaloalda.

### Regencja
Krótko przed śmiercią w 616 Agilulf ogłosił Teodelindę regentką na czas młodości ich syna, Adaloalda. Po objęciu władzy przez Adaloalda Teodelinda pomagała mu w sprawowaniu rządów. W latach 616–617 doprowadziła do zawarcia pokoju z Chlotarem II, królem Franków. Rządy nad Longobardami sprawowała ponad 30 lat.

### Działalność na rzecz Kościoła
W 591 wywarła duży wpływ na odbudowę Kościoła katolickiego we Włoszech. Jej działania doprowadziły do rozpowszechnienia wyznania między Appeninami a Alpami.
Teodelinda często korespondowała z papieżem Grzegorzem I. Ich listy przertwały dzięki Pawłowi Diakonowi. Chętnie przyjmowała misjonarzy.
Ufundowała wiele kościołów, w tym katedrę św. Jana Chrzciciela w Monzy, w której skarbcu jest przechowywana jej korona w formie opaski inkrustrowanej 180 kamieniami szlachetnymi. Otrzymała ją od Grzegorza I. Krzyż miał symbolizować "przyszłe Królestwo Boga". Sfinansowała budowę klasztorów w Bobbio i Pedonie.